# Liste des évêques de Volterra
La liste des évêques de Volterra dresse la liste des titulaires du siège épiscopal de Volterra en Toscane (Italie). 

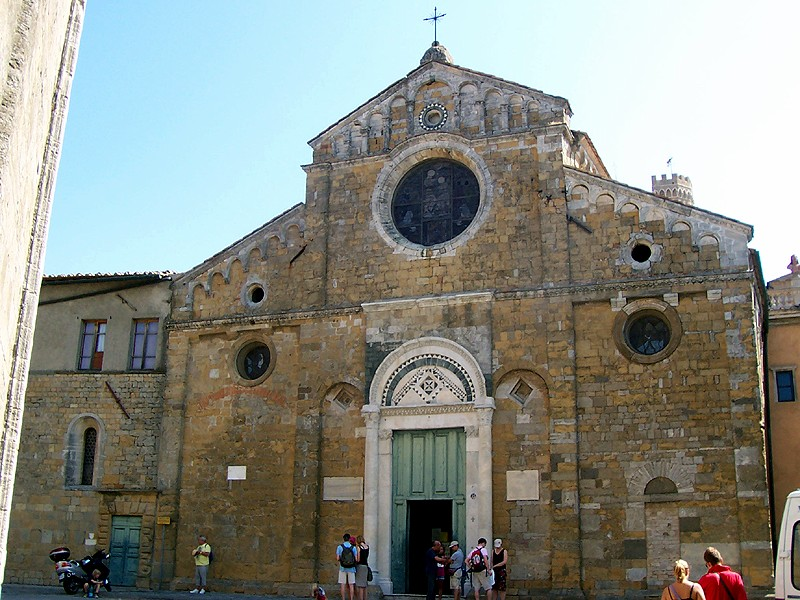
Cathédrale Santa Maria Assunta de Volterra.

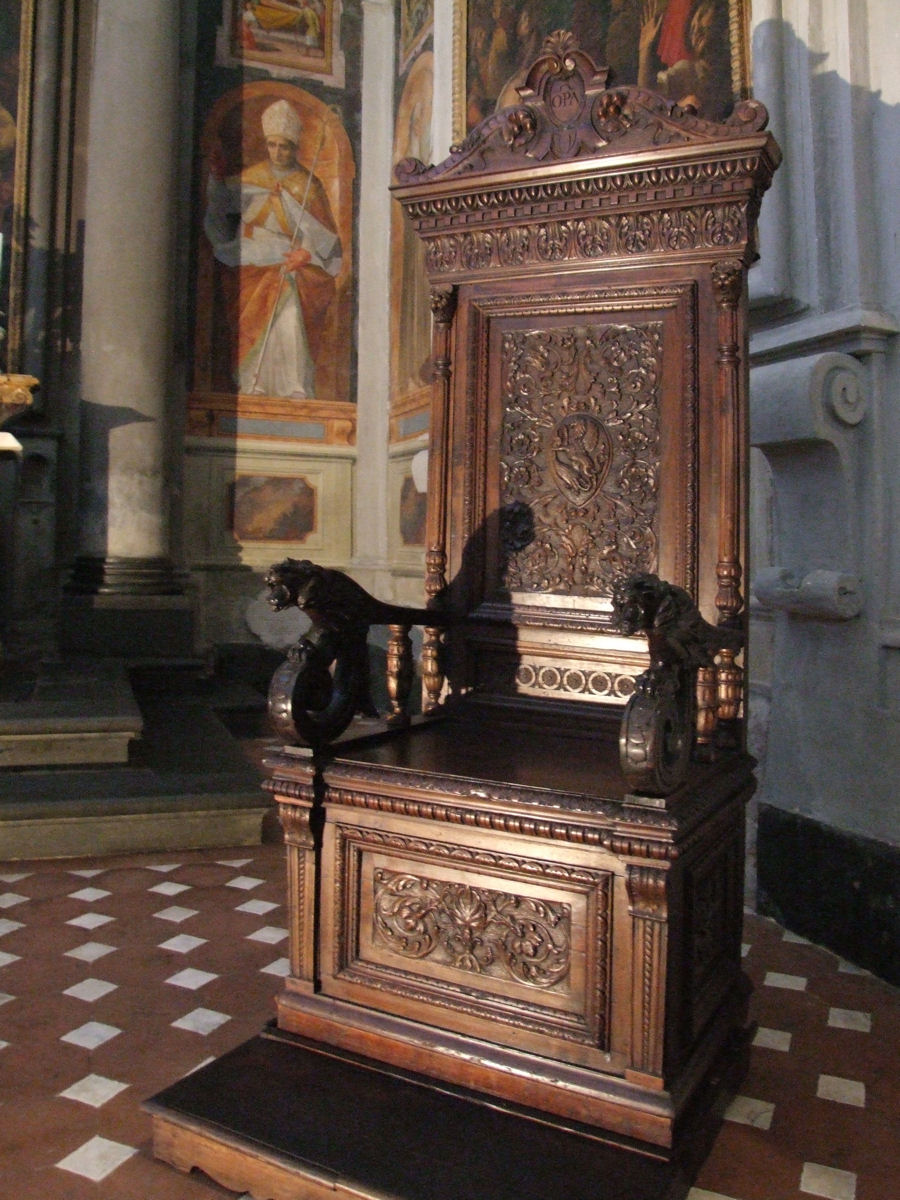
Cathèdre des évêques de Volterra.

## Liste des évêques
- Ve siècle : Opilione
- Ve siècle : Eumanzio
- 492-495 : Eucaristio
- 496-504 : Elpidio
- 5 juin 556 : saint Giusto, patron du diocèse.
- 649 : Geminiano
- 680 : Marciano
- 686-700 : Gaudenziano
- 752 : Tommaso
- 820 : Andrea Ier
- 821 : Grippo
- 826-844 : Pietro Ier
- 845-853 : Andrea II
- 874-882 : Gaugino
- 904-908 : Alboino
- 918-929 : Adelardo
- 943-959 : Bosone
- 967-991 : Pietro II
- 997-1015 : Benedetto Ier
- 1016-1039 : Gunfredo
- 1042-1061 : Guido Ier
- 1064-1073 : Erimanno
- 1099 : Pietro III
- 1103-1132 : Rogerio Ghisalbertini, reconstruisit la cathédrale.
- 1133-1136 : Crescenzio Marchesi
- 1137-1148 : Odalmario Adimari
- 1150-1170 : Galgano Pannocchieschi
- 1171-1184 : saint Ugo Saladini, patron de la ville.
- 1185-1211 : Ildebrando Pannocchieschi
- 1212-1239 : Pagano Pannocchieschi

- 1244-1260 : Ranieri Ier Ubertini
- 1261-1269 : Alberto Ier Scolari

- 1273-1291 : Ranieri II Ubertini

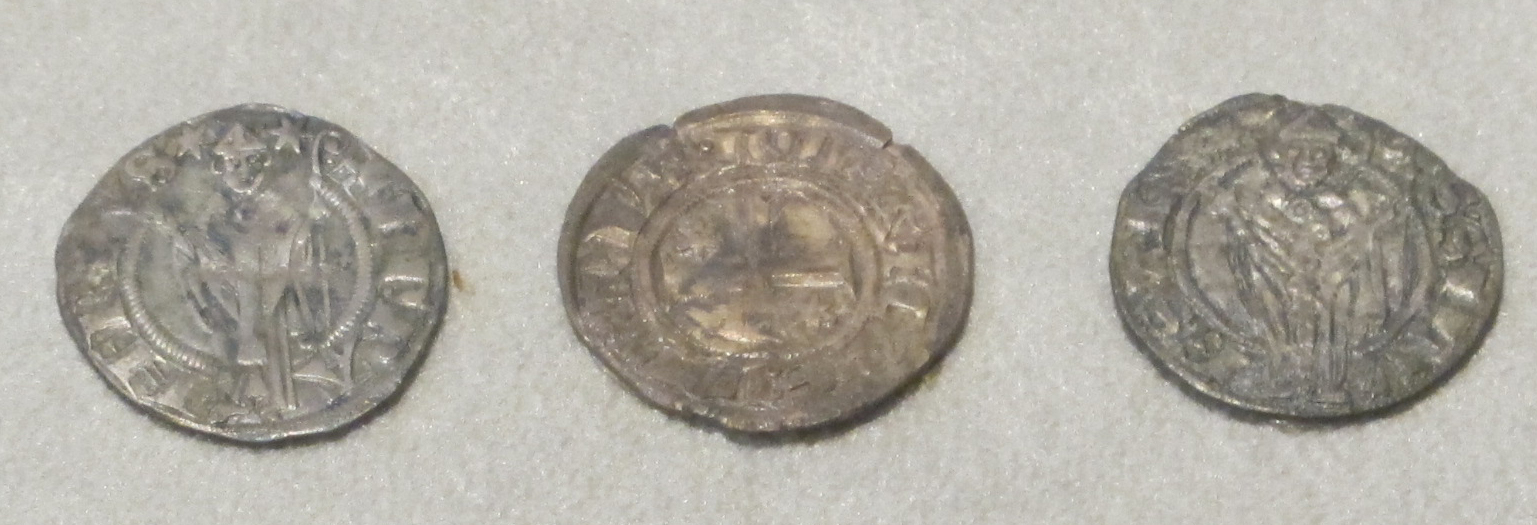
Gros d'argent frappés par l'évêque Ranieri Ier Ubertini en 1252.

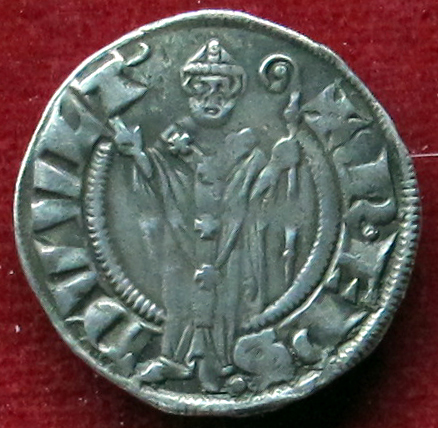
Recto d'un gros d'argent agontano (c'est-à-dire imitant le gros anconitain) d'une valeur de 20 deniers frappé entre 1291 et 1300 par l'évêque Ranieri III de'Ricci. Il est inscrit R (Ranerius, Ranieri) EPS (episcopus, évêque) D (dominus, seigneur) VVLT (Vvlterra, Volterra).

- 1291-† avant le 2 février 1300 : Ranieri III de'Ricci (ou Renieri, ou Ruggeri)

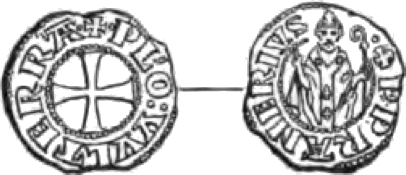
Gravure d'une monnaie frappée par la république de Volterra. Le recto représente l'évêque Ranieri IV Belforti (RANERIVS), le verso la croix symbole du Popolo (PL'O VVLTERRA).

- 28 septembre 1301-† 26 novembre 1320 : Ranieri IV Belforti
- 1320-† après le 6 mai 1348 : Rainuccio Allegretti
- 10 juillet 1348-† 20 août 1358 : Filippo Belforti
- 1359-1361 : Aimerico Corti
- 1362-1363 : Pietro IV Corsini
- 1364-1373 : Andrea III Codoni
- 1374-1375 : Lucio da Cagli
- 1375-1384 : Simone Pagani
- 1384-1390 : Onofrio Visdomini
- 1390-1396 : Antonio Ier Cipolloni
- 1396-1398 : Giovanni Ier Ricci
- 1398-1410 : Lodovico Ier Aliotti
- 1411 : Jacopo Spini
- 1411-1433 : Stefano del Buono
- 1433-1439 : Roberto Ier Adimari
- 1440-1449 : Roberto II Cavalcanti
- 1450-1461 : Giovanni-Neroni Diotisalvi
- 1461-1470 : Ugolino Giugni
- 1470-1477 : Antonio II dell'Agli
- 11 mars 1478-23 mai 1509 : cardinal Francesco Ier Soderini
- 23 mai 1509-12 juin 1514 : Giuliano Soderini
- 12 juin 1514-12 janvier 1530 : Francesco II della Rovere
- 1530-1532 : cardinal Giovanni II Salviati
- 15 novembre 1531-† 1545 : Giovanni-Matteo Sirtori
- 22 juin 1545-† 1565 : Benedetto II Nerli
- 3 avril 1566-† 4 avril 1568 : Alessandro Ier Strozzi
- 2 août 1568-15 janvier 1574 : Lodovico II Antinori
- 15 janvier 1574-† 21 septembre 1574 : Marco Saracini
- 8 octobre 1574-† 1er mai 1598 : Guido II Serguidi
- 7 août 1598-juin 1617 : Luca Alemanni
- 12 juin 1617-† 5 juin 1633 : Bernardo Inghirami
- 5 juin 1633-26 septembre 1634 : siège vacant
- 26 septembre 1634-† 8 juin 1650 : Niccolò Sacchetti
- 19 septembre 1650-22 septembre 1653 : Giovanni III Gerini
- 22 septembre 1653-5 juillet 1655 : siège vacant
- 5 juillet 1655-† 30 janvier 1676 : Orazio degli Albizzi
- 30 janvier 1676-12 juillet 1677 : siège vacant
- 12 juillet 1677-† 11 mai 1680 : vénérable Carlo-Filippo Sfondrati
- 14 avril 1681-† 31 décembre 1714 : Ottavio Del Rosso
- 31 décembre 1714-13 janvier 1716 : siège vacant
- 13 janvier 1716-† 18 mai 1746 : Lodovico-Maria Pandolfini
- 18 mai 1746-6 mai 1748 : siège vacant
- 6 mai 1748-† 24 mars 1781 : Joseph Ier Dumesnil (ou Giuseppe Ier Dumesnil), qui n'était pas apprécié par la Régence de Toscane, et fut confiné à Rome, au château Saint-Ange. Le diocèse de Volterra fut géré par les administrateurs apostoliques suivants :
  - 1755-1765 : Filippo-Nicola Cecina
  - 1768-1781 : Alessandro Galletti, qui devint ensuite évêque.
- 24 mars 1781-† 2 juin 1782 : Alessandro II Galletti
- 23 septembre 1782-† 2 mai 1791 : Luigi Buonamici
- 19 décembre 1791-6 octobre 1806 : Ranieri V Alliata
- 6 octobre 1806-† 15 avril 1848 : Giuseppe-Gaetano Incontri
- 15 avril 1848-10 avril 1851 : siège vacant
- 10 avril 1851-28 septembre 1855 : Ferdinando Ier Baldanzi
- 28 septembre 1855-3 août 1857 : siège vacant
- 3 août 1857-† 17 avril 1873 : Giuseppe II Targioni
- 26 juillet 1873-18 novembre 1881 : Ferdinando II Capponi
- 18 novembre 1881-27 mars 1882 : siège vacant
- 27 mars 1882-† 1908 : Giuseppe III Gelli
- 27 décembre 1908-18 décembre 1919 : Emanuele Mignone
- 22 avril 1920-7 juillet 1923 : Raffaele-Carlo Rossi (ou Raffaello Carlo Rossi)
- 20 décembre 1923-† 20 octobre 1942 : Dante-Maria Munerati
- 17 août 1943-8 avril 1954 : Antonio III Bagnoli
- 24 août 1954-3 août 1956 : Mario-Ismaele Castellano
- 12 janvier 1957-5 juin 1970 : Marino Bergonzini
- 5 juin 1970-7 octobre 1975 : siège vacant
  - 1970-1975 : Roberto Carniello, administrateur apostolique, gère le diocèse. Il devint ensuite évêque.
- 7 octobre 1975-5 mars 1985 : Roberto III Carniello
- 25 mai 1985-18 mars 2000 : Vasco Bertelli
- 18 mars 2000-4 novembre 2006 : Mansueto Bianchi
- 8 mai 2007-12 janvier 2022 : Alberto II Silvani
- depuis le 12 janvier 2022 : Roberto Campiotti

## Sources
- (it) Site officiel du diocèse de Volterra, liste chronologique des évêques.
- (en) L'annuaire pontifical, page consacrée au diocèse de Volterra.